# Відкритий чемпіонат Барселони з тенісу

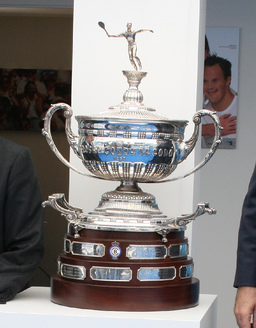
Кубок турніру 2008 року

Barcelona Open (також Відкритий чемпіонат Барселони, Barcelona Open Banc Sabadell за назвою спонсора) — міжнародний щорічний чоловічий професійний тенісний турнір, який проводиться на відкритих ґрунтових кортах з 1953 року, є частиною  туру ATP 500. Турнір проводиться в Real Club de Tenis Barcelona, Барселона, Іспанія, популярною назвою є Torneo Conde de Godó.

## Фінали

### Одиночний розряд
| Рік                    | Чемпіон                                   | Фіналіст                                  | Рахунок                                   |
| ---------------------- | ----------------------------------------- | ----------------------------------------- | ----------------------------------------- |
| 1953                   | Вік Сайксес                               | Енріке Мореа                              | 6–3, 6–4, 22–20                           |
| 1954                   | Тоні Траберт                              | Вік Сайксес                               | 6–0, 6–1, 6–3                             |
| 1955                   | Арт Ларсен                                | Бадж Петті                                | 7–5, 3–6, 7–5, 2–6, 6–4                   |
| 1956                   | Герберт Флам                              | Роберт Гау                                | 6–2, 6–3, 6–0                             |
| 1957                   | Герберт Флам (2)                          | Мервін Роуз                               | 6–4, 4–6, 6–3, 6–4                        |
| 1958                   | Свен Давідсон                             | Мервін Роуз                               | 4–6, 6–2, 7–5, 6–1                        |
| 1959                   | Ніл Фрейзер                               | Рой Емерсон                               | 6–2, 6–4, 3–6, 6–2                        |
| 1960                   | Андрес Хімено                             | Джузеппе Мерло                            | 6–1, 6–2, 6–1                             |
| 1961                   | Рой Емерсон                               | Мануель Сантана                           | 6–4, 6–4, 6–1                             |
| 1962                   | Мануель Сантана                           | Раманатхан Крішнан                        | 3–6, 6–3, 6–4, 8–6                        |
| 1963                   | Рой Емерсон (2)                           | Хуан Мануель ?                            | 0–6, 6–4, 6–3, 4–6, 6–3                   |
| 1964                   | Рой Емерсон (3)                           | Мануель Сантана                           | 2–6, 7–5, 6–3, 6–3                        |
| 1965                   | Хуан Хісберт стар.                        | Мартін Малліген                           | 6–4, 4–6, 6–1, 2–6, 6–2                   |
| 1966                   | Томас Кош                                 | Нікола Пилич                              | 6–3, 6–2, 3–6, 7–5                        |
| 1967                   | Мартін Малліген                           | Рафаель Осуна                             | 5–7, 7–5, 6–4, 6–3                        |
| 1968                   | Мартін Малліген (2)                       | Інго Будінг                               | 6–0, 6–1, 6–0                             |
| ↓ Відкрита ера ↓       |                                           |                                           |                                           |
| 1969                   | Мануель Орантес                           | Мануель Сантана                           | 6–4, 7–5, 6–4                             |
| 1970                   | Мануель Сантана (2)                       | Род Лейвер                                | 6–4, 6–3, 6–4                             |
| 1971                   | Мануель Орантес (2)                       | Боб Лутц                                  | 6–4, 6–3, 6–4                             |
| ↓ Grand Prix circuit ↓ |                                           |                                           |                                           |
| 1972                   | Ян Кодеш                                  | Мануель Орантес                           | 6–3, 6–2, 6–3                             |
| 1973                   | Іліє Настасе                              | Мануель Орантес                           | 2–6, 6–1, 8–6, 6–4                        |
| 1974                   | Іліє Настасе (2)                          | Мануель Орантес                           | 8–6, 9–7, 6–3                             |
| 1975                   | Б'єрн Борг                                | Адріано Панатта                           | 1–6, 7–6(7–5), 6–3, 6–2                   |
| 1976                   | Мануель Орантес (3)                       | Едді Діббс                                | 6–1, 2–6, 2–6, 7–5, 6–4                   |
| 1977                   | Б'єрн Борг (2)                            | Мануель Орантес                           | 6–2, 7–5, 6–2                             |
| 1978                   | Балаж Тароці                              | Іліє Настасе                              | 1–6, 7–5, 4–6, 6–3, 6–4                   |
| 1979                   | Ганс Гільдемайстер                        | Едді Діббс                                | 6–4, 6–3, 6–1                             |
| 1980                   | Іван Лендл                                | Гільєрмо Вілас                            | 6–4, 5–7, 6–4, 4–6, 6–1                   |
| 1981                   | Іван Лендл (2)                            | Гільєрмо Вілас                            | 6–0, 6–3, 6–0                             |
| 1982                   | Матс Віландер                             | Гільєрмо Вілас                            | 6–3, 6–4, 6–3                             |
| 1983                   | Матс Віландер (2)                         | Гільєрмо Вілас                            | 6–0, 6–3, 6–1                             |
| 1984                   | Матс Віландер (3)                         | Йоакім Нюстром                            | 7–6(7–5), 6–4, 0–6, 6–2                   |
| 1985                   | Тьєррі Тюлан                              | Матс Віландер                             | 0–6, 6–2, 3–6, 6–4, 6–0                   |
| 1986                   | Кент Карлссон (тенісист)                  | Andreas Maurer                            | 6–2, 6–2, 6–0                             |
| 1987                   | Мартін Хайте                              | Матс Віландер                             | 7–6(7–5), 6–4, 4–6, 0–6, 6–4              |
| 1988                   | Кент Карлссон (тенісист) (2)              | Томас Мустер                              | 6–3, 6–3, 3–6, 6–1                        |
| 1989                   | Андрес Гомес                              | Горст Скофф                               | 6–4, 6–4, 6–2                             |
| ↓ Тур ATP 500 ↓        |                                           |                                           |                                           |
| 1990                   | Андрес Гомес (2)                          | Гільєрмо Перес Рольдан                    | 6–0, 7–6(7–3), 3–6, 0–6, 6–2              |
| 1991                   | Еміліо Санчес Вікаріо                     | Серхі Бругера                             | 6–4, 7–6(9–7), 6–2                        |
| 1992                   | Карлос Коста                              | Магнус Густафссон                         | 6–4, 7–6(7–3), 6–4                        |
| 1993                   | Андрій Медведєв                           | Серхі Бругера                             | 6–7(7–9), 6–3, 7–5, 6–4                   |
| 1994                   | Ріхард Крайчек                            | Карлос Коста                              | 6–4, 7–6(8–6), 6–2                        |
| 1995                   | Томас Мустер                              | Магнус Ларссон                            | 6–2, 6–1, 6–4                             |
| 1996                   | Томас Мустер (2)                          | Марсело Ріос                              | 6–3, 4–6, 6–4, 6–1                        |
| 1997                   | Альберт Коста                             | Альберт Портас                            | 7–5, 6–4, 6–4                             |
| 1998                   | Тодд Мартін                               | Альберто Берасатегі                       | 6–2, 1–6, 6–3, 6–2                        |
| 1999                   | Фелікс Мантілья                           | Карім Аламі                               | 7–6(7–2), 6–3, 6–3                        |
| 2000                   | Марат Сафін                               | Хуан Карлос Ферреро                       | 6–3, 6–3, 6–4                             |
| 2001                   | Хуан Карлос Ферреро                       | Карлос Моя                                | 4–6, 7–5, 6–3, 3–6, 7–5                   |
| 2002                   | Гастон Гаудіо                             | Альберт Коста                             | 6–4, 6–0, 6–2                             |
| 2003                   | Карлос Моя                                | Марат Сафін                               | 5–7, 6–2, 6–2, 3–0, ret.                  |
| 2004                   | Томмі Робредо                             | Гастон Гаудіо                             | 6–3, 4–6, 6–2, 3–6, 6–3                   |
| 2005                   | Рафаель Надаль                            | Хуан Карлос Ферреро                       | 6–1, 7–6(7–4), 6–3                        |
| 2006                   | Рафаель Надаль (2)                        | Томмі Робредо                             | 6–4, 6–4, 6–0                             |
| 2007                   | Рафаель Надаль (3)                        | Гільєрмо Каньяс                           | 6–3, 6–4                                  |
| 2008                   | Рафаель Надаль (4)                        | Давид Феррер                              | 6–1, 4–6, 6–1                             |
| 2009                   | Рафаель Надаль (5)                        | Давид Феррер                              | 6–2, 7–5                                  |
| 2010                   | Фернандо Вердаско                         | Робін Содерлінг                           | 6–3, 4–6, 6–3                             |
| 2011                   | Рафаель Надаль (6)                        | Давид Феррер                              | 6–2, 6–4                                  |
| 2012                   | Рафаель Надаль (7)                        | Давид Феррер                              | 7–6(7–1), 7–5                             |
| 2013                   | Рафаель Надаль (8)                        | Ніколас Альмагро                          | 6–4, 6–3                                  |
| 2014                   | Нісікорі Кей                              | Сантьяго Хіральдо                         | 6–2, 6–2                                  |
| 2015                   | Нісікорі Кей (2)                          | Пабло Андухар                             | 6–4, 6–4                                  |
| 2016                   | Рафаель Надаль (9)                        | Нісікорі Кей                              | 6–4, 7–5                                  |
| 2017                   | Рафаель Надаль (10)                       | Домінік Тім                               | 6–4, 6–1                                  |
| 2018                   | Рафаель Надаль (11)                       | Стефанос Ціціпас                          | 6–2, 6–1                                  |
| 2019                   | Домінік Тім                               | Данило Медведєв                           | 6–4, 6–0                                  |
| 2020                   | Не проводився через Коронавірусну хворобу | Не проводився через Коронавірусну хворобу | Не проводився через Коронавірусну хворобу |
| 2021                   | Рафаель Надаль (12)                       | Стефанос Ціціпас                          | 6–4, 6–7(6–8), 7–5                        |
| 2022                   | Карлос Алькарас                           | Пабло Карреньо Буста                      | 6–3, 6–2                                  |
| 2023                   | Карлос Алькарас (2)                       | Стефанос Ціціпас                          | 6–3, 6–4                                  |
| 2024                   | Каспер Рууд                               | Стефанос Ціціпас                          | 7–5, 6–3                                  |
| 2025                   | Гольгер Руне                              | Карлос Алькарас                           | 7–6(8–6), 6–2                             |

### Парний розряд
| Рік                    | Чемпіони                                    | Фіналісти                                 | Рахунок                                   |
| ---------------------- | ------------------------------------------- | ----------------------------------------- | ----------------------------------------- |
| 1953                   | Енріке Мореа Вік Сайксес                    | Jaime Bartrolí Леннарт Бергелін           | 6–3, 3–6, 6–3, 6–1                        |
| 1954                   | Вік Сайксес (2) Тоні Траберт                | Джек Аркінстолл Malcolm Fox               | 6–3, 6–4, 6–2                             |
| 1955                   | Мервін Роуз Джордж Вортінгтон               | Арт Ларсен Бадж Петті                     | 6–2, 2–6, 6–2, 6–1                        |
| 1956                   | Дон Кенді Лью Гоуд                          | Роберт Гау Арт Ларсен                     | 6–1, 6–1, 6–2                             |
| 1957                   | Роберт Гау Мервін Роуз (2)                  | Герберт Флам Сідні Шварц                  | 6–3, 6–3, 5–7, 6–1                        |
| 1958                   | Ярослав Дробний (тенісист) Бадж Петті       | Мервін Роуз Воррен Вудкок                 | 7–5, 6–3, 6–2                             |
| 1959                   | Рой Емерсон Ніл Фрейзер                     | Луїс Аяла Род Лейвер                      | 6–2, 4–6, 6–4, 13–11                      |
| 1960                   | Рой Емерсон (2) Ніл Фрейзер (2)             | Хосе Луїс Арілья Андрес Хімено            | 6–4, 6–0, 6–4                             |
| 1961                   | Боб Г'юїтт Фред Столл                       | Боб Марк Мануель Сантана                  | 2–6, 6–3, 6–4, 6–4                        |
| 1962                   | Рой Емерсон (3) Ніл Фрейзер (3)             | Боб Г'юїтт Фред Столл                     | 8–6, 8–6, 6–4                             |
| 1963                   | Рой Емерсон (4) Мануель Сантана             | Хосе Луїс Арілья Едуардо Соріано          | 5–7, 6–2, 3–6, 7–5, 6–3                   |
| 1964                   | Рой Емерсон (5) Кен Флетчер                 | Жозе Мандаріно Едуардо Соріано            | 6–3, 8–6, 1–6, 5–7, 6–3                   |
| 1965                   | Рой Емерсон (6) Раманатхан Крішнан          | Хосе Луїс Арілья Мануель Сантана          | 6–2, 6–1, 6–1                             |
| 1966                   | Рой Емерсон (7) Фред Столл (2)              | Томас Кош Жозе Мандаріно                  | 9–7, 6–4                                  |
| 1967                   | Томас Кош Жозе Мандаріно                    | Раманатхан Крішнан Рафаель Осуна          | 6–2, 6–4, 8–6                             |
| 1968                   | Карлус Фернандіс Патрісіо Родрігес          | Томас Кош Жозе Мандаріно                  | 6–2, 3–6, 6–3, 6–1, 6–4                   |
| ↓ Відкрита ера ↓       |                                             |                                           |                                           |
| 1969                   | Мануель Орантес Патрісіо Родрігес           | Террі Еддісон Рей Келді                   | 8–10, 6–3, 6–1, 5–7, 6–2                  |
| 1970                   | Лью Гоуд (2) Мануель Сантана (2)            | Андрес Хімено Род Лейвер                  | 6–4, 9–7, 7–5                             |
| 1971                   | Желько Франулович Хуан Хісберт стар.        | Кліфф Дрісдейл Андрес Хімено              | 7–6, 6–2, 7–6                             |
| ↓ Grand Prix circuit ↓ |                                             |                                           |                                           |
| 1972                   | Хуан Хісберт стар. (2) Мануель Орантес (2)  | Фрю Макміллан Іліє Настасе                | 6–3, 3–6, 6–4                             |
| 1973                   | Іліє Настасе Том Оккер                      | Антоніо Муньйос Мануель Орантес           | 4–6, 6–3, 6–2                             |
| 1974                   | Хуан Хісберт стар. (3) Іліє Настасе (2)     | Мануель Орантес Гільєрмо Вілас            | 3–6, 6–0, 6–2                             |
| 1975                   | Б'єрн Борг Гільєрмо Вілас                   | Войцех Фібак Карл Майлер                  | 3–6, 6–4, 6–3                             |
| 1976                   | Браян Готтфрід Рауль Рамірес                | Боб Г'юїтт Фрю Макміллан                  | 7–6, 6–4                                  |
| 1977                   | Войцех Фібак Ян Кодеш                       | Боб Г'юїтт Фрю Макміллан                  | 6–0, 6–4                                  |
| 1978                   | Желько Франулович Ганс Гільдемайстер        | Жан-Луї Ейє Жіль Мореттон                 | 6–1, 6–4                                  |
| 1979                   | Паоло Бертолуччі Адріано Панатта            | Карлус Кірмайр Кассіу Мотта               | 6–4, 6–3                                  |
| 1980                   | Стів Дентон Іван Лендл                      | Павел Сложил Балаж Тароці                 | 6–2, 6–7, 6–3                             |
| 1981                   | Андерс Яррід Ганс Сімонссон                 | Андрес Гомес Ганс Гільдемайстер           | 6–1, 6–4                                  |
| 1982                   | Андерс Яррід (2) Ганс Сімонссон (2)         | Карлус Кірмайр Кассіу Мотта               | 6–3, 6–2                                  |
| 1983                   | Андерс Яррід (3) Ганс Сімонссон (3)         | Джим Гарфейн Ерік Іскерскі                | 7–5, 6–3                                  |
| 1984                   | Павел Сложил Томаш Шмід                     | Мартін Хайте Віктор Печчі                 | 6–2, 6–0                                  |
| 1985                   | Серхіо Касаль Еміліо Санчес Вікаріо         | Ян Гуннарссон Мікаель Мортенсен           | 6–3, 6–3                                  |
| 1986                   | Ян Гуннарссон Йоакім Нюстром                | Карлос Ді Лаура Клаудіо Панатта           | 6–3, 6–4                                  |
| 1987                   | Мілослав Мечирж Томаш Шмід (2)              | Хав'єр Франа Крістіан Мініуссі            | 6–1, 6–2                                  |
| 1988                   | Серхіо Касаль (2) Еміліо Санчес Вікаріо (2) | Клаудіо Медзадрі Дієго Перес              | 6–4, 6–3                                  |
| 1989                   | Ґуставо Луса Крістіан Мініуссі              | Серхіо Касаль Томаш Шмід                  | 6–3, 6–3                                  |
| ↓ Тур ATP 500 ↓        |                                             |                                           |                                           |
| 1990                   | Андрес Гомес Хав'єр Санчес                  | Серхіо Касаль Еміліо Санчес Вікаріо       | 7–6(7–1), 7–5                             |
| 1991                   | Орасіо де ла Пенья Дієго Наргісо            | Борис Бекер Ерік Єлен                     | 3–6, 7–6(7–2), 6–4                        |
| 1992                   | Андрес Гомес (2) Хав'єр Санчес (2)          | Іван Лендл Карел Новачек                  | 6–4, 6–4                                  |
| 1993                   | Шелбі Кеннон Скотт Мелвілл                  | Серхіо Касаль Еміліо Санчес Вікаріо       | 7–6(7–4), 6–1                             |
| 1994                   | Євген Кафельников Давід Рікл                | Джим Кур'є Хав'єр Санчес                  | 5–7, 6–1, 6–4                             |
| 1995                   | Тревор Кронеманн Девід Макферсон            | Андреа Гауденці Горан Іванишевич          | 6–2, 6–4                                  |
| 1996                   | Луїс Лобо Хав'єр Санчес (3)                 | Ніл Брод Піт Норвал                       | 6–1, 6–3                                  |
| 1997                   | Альберто Берасатегі Хорді Бурільйо          | Пабло Альбано Алекс Корретха              | 6–3, 7–5                                  |
| 1998                   | Якко Елтінг Паул Гаргейс                    | Елліс Феррейра Рік Ліч                    | 7–5, 6–0                                  |
| 1999                   | Паул Гаргейс (2) Євген Кафельников (2)      | Массімо Бертоліні Крістіан Бранді         | 7–5, 6–3                                  |
| 2000                   | Ніклас Культі Мікаель Тільстрем             | Паул Гаргейс Сендон Столл                 | 6–2, 6–7(2–7), 7–6(7–5)                   |
| 2001                   | Доналд Джонсон Джаред Палмер                | Томмі Робредо Фернандо Вісенте            | 7–6(7–2), 6–4                             |
| 2002                   | Майкл Гілл Даніель Вацек                    | Лукас Арнольд Кер Гастон Етліс            | 6–4, 6–4                                  |
| 2003                   | Боб Браян Майк Браян                        | Кріс Гаггард Роббі Куніґ                  | 6–4, 6–3                                  |
| 2004                   | Марк Ноулз (тенісист) Деніел Нестор         | Маріано Худ Себастьян Прієто              | 4–6, 6–3, 6–4                             |
| 2005                   | Леандер Паес Ненад Зімоньїч                 | Фелісіано Лопес Рафаель Надаль            | 6–3, 6–3                                  |
| 2006                   | Марк Ноулз (тенісист) (2) Деніел Нестор (2) | Маріуш Фирстенберг Марцин Матковський     | 6–2, 6–7(4–7), [10–5]                     |
| 2007                   | Андрей Павел Александер Васке               | Рафаель Надаль Бартоломе Сальва Відаль    | 6–3, 7–6(7–1)                             |
| 2008                   | Боб Браян (2) Майк Браян (2)                | Маріуш Фирстенберг Марцин Матковський     | 6–3, 6–2                                  |
| 2009                   | Деніел Нестор (3) Ненад Зімоньїч (2)        | Магеш Бгупаті Марк Ноулз (тенісист)       | 6–3, 7–6(11–9)                            |
| 2010                   | Деніел Нестор (4) Ненад Зімоньїч (3)        | Ллейтон Г'юїтт Марк Ноулз (тенісист)      | 4–6, 6–3, [10–6]                          |
| 2011                   | Сантьяго Гонсалес Скотт Ліпскі              | Боб Браян Майк Браян                      | 5–7, 6–2, [12–10]                         |
| 2012                   | Маріуш Фирстенберг Марцин Матковський       | Марсель Гранольєрс Марк Лопес Таррес      | 2–6, 7–6(9–7), [10–8]                     |
| 2013                   | Александер Пея Бруно Соарес                 | Роберт Ліндстедт Деніел Нестор            | 5–7, 7–6(9–7), [10–4]                     |
| 2014                   | Єссе Гута Ґалунґ Стефан Робер               | Деніел Нестор Ненад Зімоньїч              | 6–3, 6–3                                  |
| 2015                   | Марін Драганя Генрі Контінен                | Джеймі Маррей Джон Пірс (тенісист)        | 6–3, 6–7(6–8), [11–9]                     |
| 2016                   | Боб Браян (3) Майк Браян (3)                | Пабло Куевас Марсель Гранольєрс           | 7–5, 7–5                                  |
| 2017                   | Флорін Мерджа Айсам-уль-Хак Куреші          | Філіпп Пецшнер Александер Пея             | 6–4, 6–3                                  |
| 2018                   | Фелісіано Лопес Марк Лопес Таррес           | Айсам-уль-Хак Куреші Жан-Жульєн Роєр      | 7–6(7–5), 6–4                             |
| 2019                   | Хуан Себастьян Кабаль Роберт Фара           | Джеймі Маррей Бруно Соарес                | 6–4, 7–6(7–4)                             |
| 2020                   | Не проводився через Коронавірусну хворобу   | Не проводився через Коронавірусну хворобу | Не проводився через Коронавірусну хворобу |
| 2021                   | Хуан Себастьян Кабаль (2) Роберт Фара (2)   | Кевін Кравіц Горія Текеу                  | 6–4, 6–2                                  |
| 2022                   | Кевін Кравіц Андреас Міс                    | Веслі Колгоф Ніл Скупскі                  | 6–7(3–7), 7–6(7–5), [10–6]                |
| 2023                   | Максімо Гонсалес Андрес Мольтені            | Веслі Колгоф Ніл Скупскі                  | 6–3, 6–7(8–10), [10–4]                    |
| 2024                   | Максімо Гонсалес Андрес Мольтені            | Юго Нис Ян Зелінський                     | 4–6, 6–4, [11–9]                          |
| 2025                   | Сандер Арендс Люк Джонсон                   | Джо Солсбері Ніл Скупскі                  | 6–3, 6–7(1–7), [10–6]                     |